# Resolutie 2137 Veiligheidsraad Verenigde Naties
Resolutie 2137 van de Veiligheidsraad van de Verenigde Naties werd op 13 februari 2014 unaniem aangenomen door de VN-Veiligheidsraad en verlengde het VN-kantoor in Burundi tot eind 2014, waarna het kantoor zou worden vervangen door een VN-landenteam.

## Achtergrond
Na Burundi's onafhankelijkheid van België in 1962 werd het land een monarchie. In 1966 werd de koning na een staatsgreep vervangen door een president. Toen de voormalige koning in 1972 vermoord werd brak een burgeroorlog uit tussen Tutsi's en Hutu's in het land. Daarna losten de dictators elkaar met opeenvolgende staatsgrepen af. Begin 1994 kwam de president samen met zijn Rwandese collega om het leven toen hun vliegtuig werd neergeschoten. Daarop brak in beide landen een burgeroorlog uit tussen Hutu's en Tutsi's waarbij honderdduizenden omkwamen. In 2000 werd een overgangsregering opgezet en pas in 2003 kwam die een staakt-het-vuren overeen met de rebellen. In juni 2004 kwam een VN-vredesmacht die tot 2006 bleef. Hierna volgden echter wederom vijandelijkheden tot in augustus 2008 opnieuw een staakt-het-vuren werd getekend.

## Inhoud

### Waarnemingen
Men verwelkomde de vooruitgang die Burundi had geboekt, maar bleef bezorgd over de persvrijheid, de vrijheid van meningsuiting, de vrijheid van vereniging en vrijheid van vergadering voor oppositiepartijen in de aanloop naar de verkiezingen in 2015. Ook respect voor de mensenrechten bleef ondanks inspanningen van de overheid een heikel punt.
Burundi had zelf gevraagd om het VN-kantoor in het land te vervangen door een landenteam en ook om waarnemers te sturen voor de komende verkiezingen.

### Handelingen
Het mandaat van het BNUB-kantoor werd verlengd tot 31 december 2014. De secretaris-generaal werd gevraagd het landenteam dat BNUB daarna zou opvolgen voor te bereiden. Ook werd hem gevraagd een waarnemingsmissie voor te bereiden die na het einde van BNUB zou worden uitgestuurd.
De Burundese overheid werd opgeroepen verdere stappen te ondernemen om de mensenrechtenschendingen te stoppen en samen te werken aan onder meer een waarheids- en verzoeningscommissie.

## Verwante resoluties
- Resolutie 2027 Veiligheidsraad Verenigde Naties (2011)
- Resolutie 2090 Veiligheidsraad Verenigde Naties (2013)
- Resolutie 2248 Veiligheidsraad Verenigde Naties (2015)

Lijst ·  2133 ·  2134 ·  2135 ·  2136 ·  2137 ·  2138 ·  2139 ·  2140 ·  2141 ·  2142 ·  2143 ·  2144 ·  2145 ·  2146 ·  2147 ·  2148 ·  2149 ·  2150 ·  2151 ·  2152 ·  2153 ·  2154 ·  2155 ·  2156 ·  2157 ·  2158 ·  2159 ·  2160 ·  2161 ·  2162 ·  2163 ·  2164 ·  2165 ·  2166 ·  2167 ·  2168 ·  2169 ·  2170 ·  2171 ·  2172 ·  2173 ·  2174 ·  2175 ·  2176 ·  2177 ·  2178 ·  2179 ·  2180 ·  2181 ·  2182 ·  2183 ·  2184 ·  2185 ·  2186 ·  2187 ·  2188 ·  2189 ·  2190 ·  2191 ·  2192 ·  2193 ·  2194 ·  2195